# Saute de vent

Saute de la direction du vent montrée par la girouette d'un anémomètre.

Une saute de vent est une variation brusque de la direction du vent qui est parfois accompagnée d'un accroissement de sa vitesse ou de rafales,. Elle peut être causée par différents phénomènes dont le passage d'un front ou d'un creux barométrique, la rafale descendante sous un orage, un front de rafales à l'avant d'une ligne de grain, le vent catabatique, etc..

## Définition et causes
La saute de vent est définie comme un changement en direction du vent d'au moins 45 degrés qui survient en moins de 15 minutes. Le vent doit également être de plus de 4 km/h avant et d'au moins 20 km/h après la saute de vent, pour exclure les variations sans importance de direction des vents légers, et demeurer stable en direction après la saute. L’heure de la saute de vent est celle à laquelle le vent commence à changer de direction,.
Cette variation est causée par un changement local ou à grande échelle de la masse d'air, ou bien à un effet local du relief. Ainsi à grande échelle, le passage d'un front froid ou d'un creux marqué fait passer rapidement le vent du sud-ouest dans le secteur chaud à des vents du nord-ouest dans l'air froid (inverse dans l'hémisphère sud). La même chose arrive à petite échelle quand une rafale descendante d'un orage s'étale dans différentes directions en arrivant au sol et remplace le vent ambiant le long du front de rafales. De la même manière, les vents catabatiques, les brises ou les vents de couloir n'affectent qu'une zone définie avec un fort changement de direction des vents à leurs bordures.

## Effets
Les sautes de vents peuvent être dangereuses car elles arrivent soudainement et changent complètement la situation météorologique. Ainsi, un feu de forêt, dont la progression se fait dans la direction sous le vent, va changer de trajectoire lors de la saute et peut alors menacer des zones habitées, qui étaient jugées sûres antérieurement, ou le personnel de lutte aux incendies. Les marins sont également très préoccupés par ce phénomène, particulièrement ceux qui naviguent à voile, car la saute de vent est souvent accompagnée de mauvais temps. La saute de vent peut aussi provoquer un accident au moment du décollage ou de l'atterrissage d'un aéronef en le déportant hors de la piste ou en changeant sa portance.